# Canton, Texas
Canton là một thành phố thuộc quận Van Zandt, tiểu bang Texas, Hoa Kỳ. Năm 2010, dân số của xã này là 3581 người.

## Dân số
- Dân số năm 2000: 3292 người.
- Dân số năm 2010: 3581 người.